# Bomtjärnen, Dalarna
Bomtjärnen är en sjö i Filipstads kommun, som ingår i Göta älvs huvudavrinningsområde.